# Bousbach
Bousbach är en kommun i departementet Moselle i regionen Grand Est (tidigare regionen Lorraine) i nordöstra Frankrike. Kommunen ligger i kantonen Behren-lès-Forbach som tillhör arrondissementet Forbach. År 2022 hade Bousbach 1 188 invånare.

## Befolkningsutveckling
Antalet invånare i kommunen Bousbach
| Referens: INSEE |